# Paul Groussac
Paul-François Groussac (Toulouse, 15 de febrero de 1848 - Buenos Aires, 27 de junio de 1929) fue un escritor, historiador, crítico literario y bibliotecario franco-argentino. Fue director de la Biblioteca Nacional de 1885 a 1929.

## Biografía
Fue hijo de Pierre Groussac y de Catherine Piquemal, el segundo de cuatro hijos de una familia provinciana, católica, que vivía sin lujos pero con un buen pasar.
En su juventud en Toulouse estudió los clásicos. Fue enviado a la casa de su abuela en Sorèze por unos meses, luego de morir su madre en 1858; allí estudia en el colegio de los dominicos, donde conoce al padre Lacordaire, un escritor romántico que ejerce influencia sobre él. Victor Hugo es en esta época su máximo inspirador.
En 1865 se matriculó en la École Navale de Brest, pero optó por no ejercer la carrera militar. Se anotó en la Escuela Superior de las Bellas Artes de Toulouse, pero disgustado con el rigor de la carrera, decide abandonarla antes de comenzar a cursar. Este mismo año, obtiene de su padre permiso para realizar un largo viaje, pero una vez llegado a París, nota que tiene muy poco dinero para continuar y, no queriendo regresar en esas condiciones, decide gastar el dinero que le queda en un viaje de segunda clase en el primer buque que zarpara. Es así como se sube al velero "Anita", con destino a Buenos Aires (influyó en su decisión de emigrar el disgusto que le ocasionaron las nuevas nupcias que había contraído su padre). Llevaba una carta de recomendación del filósofo y antiguo alcalde de Toulouse Adolphe Gatien-Arnoult, para su ex-colega universitario Amadeo Jacques (que había emigrado a la Argentina y estaba casado con la patricia Benjamina Augier Echagüe). 
Cuando desembarca en Buenos Aires, vaga por las calles sin saber una palabra de castellano. Por esta razón es detenido, bajo la sospecha de simular su condición de extranjero para evitar ser reclutado para la Guerra del Paraguay. Pero el equívoco es resuelto con auxilio del cónsul, quien le consigue un puesto como ovejero en San Antonio de Areco, pero una carta de su padre lo incita a regresar a la ciudad.
Durante los siguientes diecisiete años, dicta clases de matemática en el Colegio Modelo, comienza sus estudios autodidactas en la biblioteca, trabaja como catedrático, da clases en la Escuela Normal y en el Colegio Nacional de Tucumán. Se interesa profundamente por la historia y la lengua local, convirtiéndose en un gran estudioso y ensayista; publica en la Revista Argentina y dirige La Unión (periódico del gobierno tucumano —provincia donde permaneció entre 1871 y 1883—, por encargo del gobernador Federico Helguera); escribe para el diario La Razón (en el cual realiza un polémico estudio acerca de una posible radicación de los jesuitas en la provincia tucumana) y, más tarde, asume su dirección. Dirigió la Escuela Normal de Tucumán entre 1878 y 1883; fue nombrado Director de Enseñanza en Tucumán e Inspector Nacional de Educación (en 1874), y participó en el primer congreso pedagógico como defensor del laicismo presentando una conferencia (que más tarde publicó) bajo el título de Estado Actual de la Educación Primaria en la República Argentina. Publica un artículo en Le Figaro de París durante su breve estadía en 1883 y, desde París también, envía sus impresiones parisinas publicadas por El Diario.

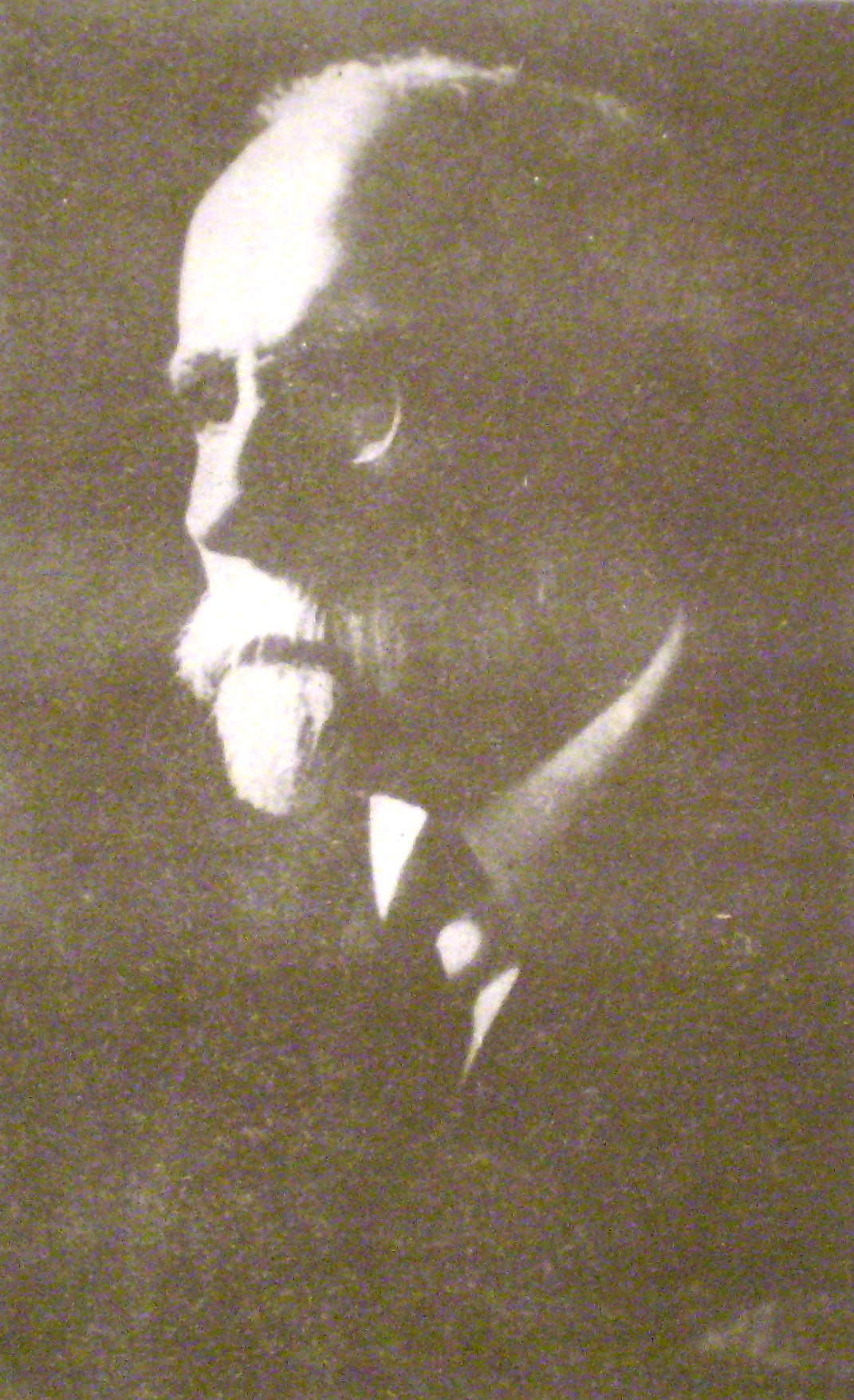
Paul Groussac.

Un año más tarde, en 1884, regresa con su familia a Buenos Aires, donde se instala nuevamente para emprender una vida más social y pública, apoyando candidaturas gubernamentales y presidenciales, como el apoyo dado a Bernardo de Irigoyen o a Roque Sáenz Peña. Había contraído matrimonio, en 1879, con una joven santiagueña perteneciente a la alta sociedad, Cornelia Beltrán Alcorta, hija de José Lino Beltrán Talavera y de Mercedes Alcorta Aranda (pariente de Amancio Alcorta y del músico Alberto Williams). La había conocido en uno de sus viajes como inspector nacional de educación.
En su regreso a Buenos Aires funda Sud-América (un diario de ideas liberales opuesto al gobierno porteño; además de él, fueron socios fundadores Lucio Vicente López, Delfín Gallo, Roque Sáenz Peña y Carlos Pellegrini); en 1885 vuelve a ser designado inspector de educación y jefe de la Biblioteca Nacional (año en la cual esta se nacionaliza; antes era la Biblioteca Pública de Buenos Aires) por orden del presidente Julio Argentino Roca. Ocupó este cargo hasta su muerte, cuarenta y cuatro años más tarde. Este mismo año, tiene grandes desacuerdos con la prensa clerical y los defensores de la educación religiosa, en el debate nacional sobre la Ley de Educación.

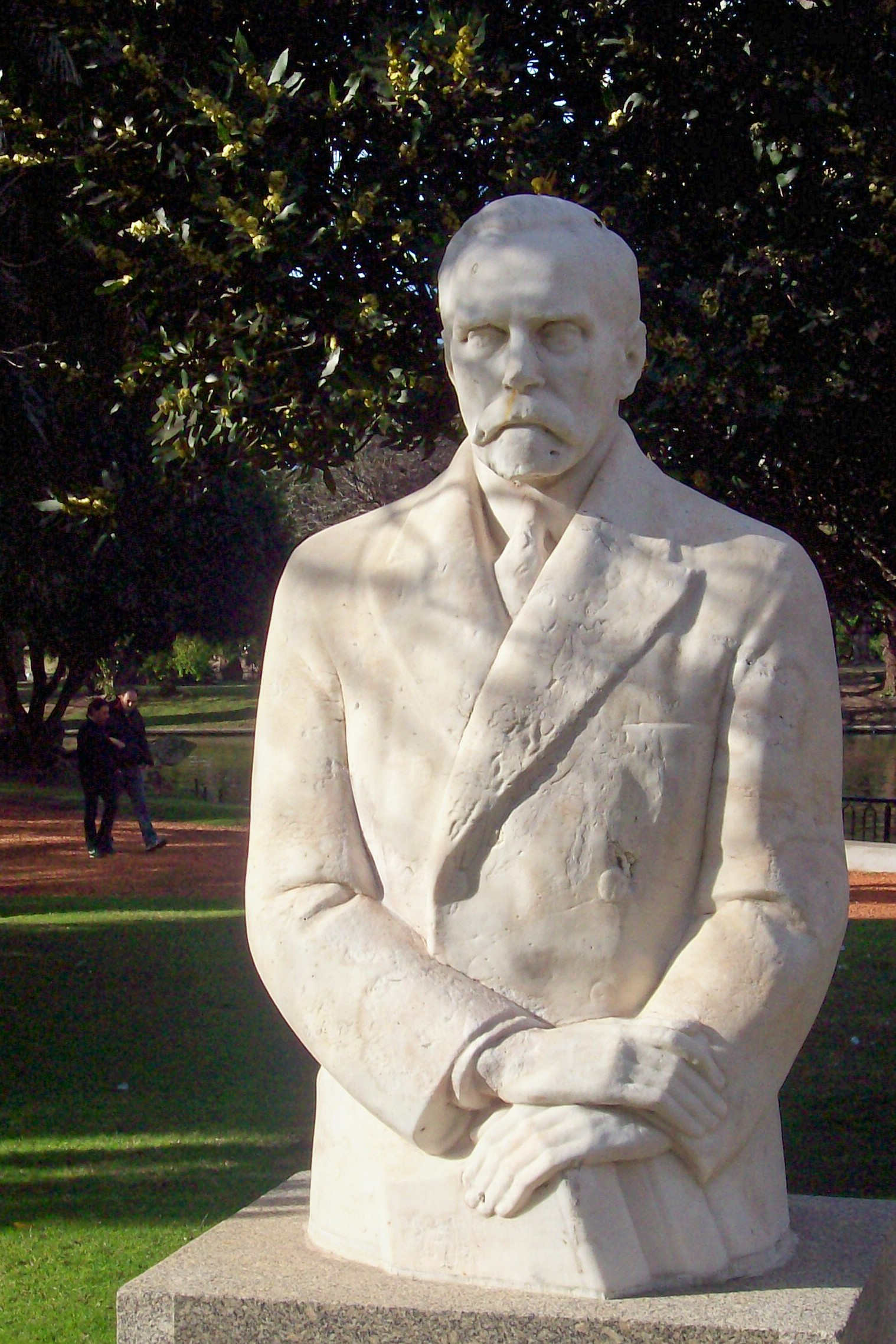
Monumento a Groussac en el Parque Tres de Febrero.

Para 1894, ya escribía en La Nación y Le Courrier du Plata, y había publicado numerosos artículos acerca de sus viajes por América. Ese mismo año, funda un diario en francés, Le Courrier Français, journal du matin, politique, littéraire & commercial, con la colaboración financiera del industrial Clodomiro Hileret, diario que suspende a los dos años. En los años venideros, se dedica profundamente a la Biblioteca Nacional, ordenándola, administrándola y aumentando su patrimonio enormemente gracias a grandes donaciones que él promovió.
En su libro Del Plata al Niágara, escrito en 1893 y publicado en 1897, Groussac rechaza el modelo de país de Estados Unidos, con sus ciudades desarrolladas y homogéneas, y su sociedad democrática e igualitaria, a la que calificó de "niveladora". Según el historiador Marcos Cantera Carlomagno, Groussac fue quien inició el antiamericanismo.
Tras una operación de glaucoma en 1926, pierde la poca vista que tenía, pocos años antes de morir, a los 81 años.
Sus obras más destacadas son La Biblioteca (1896) y Anales de la Biblioteca (1900), que fueron antologías de ensayos críticos, relatos históricos de la biblioteca y documentos pertinentes a la historia del Río de la Plata. Como redactor de la revista Sud América, Groussac se encontró en el centro del mundo literario de Argentina. Sus obras subsiguientes, como Estudios de historia argentina, Ensayo histórico sobre el Tucumán y Mendoza y Garay se destacaron por una riqueza de factos, descripciones vívidas de personajes y sus entornos, y un estilo lúcido y esmerado. Otras de sus obras significativas son Fruto vedado (novela), Relatos argentinos, La divisa punzó, Crítica literaria, Las islas Malvinas y sobre todo (por la pasión que sobre él infundía) la Biografía de Liniers, finalmente publicada como libro en 1907, luego de adelantar capítulos en la revista de la Biblioteca. Su cuento "La pesquisa" del año 1884, que luego volvió a publicar en La Biblioteca, es considerado el primer cuento policial argentino.

El poeta nicaragüense Rubén Darío le dedica a Groussac una obra intitulada Coloquio de los Centauros, en la que se lee: 
"Por suma ley un día llegará el himeneo
que el soñador aguarda: Cinis será Ceneo;
claro será el origen del femenino arcano:
la Esfinge tal secreto dirá a su soberano."
Su póstuma reputación fue apoyada por menciones frecuentes en los ensayos críticos de Jorge Luis Borges, quien escribió su necrología. En el ensayo autobiográfico La ceguera, Borges mencionó la influencia de Groussac sobre Alfonso Reyes, a quien apreciaba mucho: "Alfonso Reyes me dijo: 'Groussac, que era francés, me enseñó cómo debe escribirse en castellano'."
Como crítico, Groussac fue muy conocido por su carácter despiadado e intratable, y por su sarcasmo fulminante. Borges analizó unos de sus insultos literarios en Arte de injuriar (1933), un artículo de la revista Sur. 
También hay paralelos biográficos entre Groussac y Borges: entre 1955 y 1973 Borges ocupó el viejo puesto de Groussac como director en la Biblioteca Nacional. Además, ambos fueron ciegos mientras ejercían el cargo. Borges menciona estas coincidencias en su "Poema de los dones".
Groussac fue sepultado en el Cementerio de la Recoleta, en la bóveda de las familias Macías-Soria, pero años más tarde fue trasladado a su mausoleo definitivo erigido en el Cementerio de la Chacarita. Un pasaje del barrio de Monte Castro, en la Ciudad Autónoma de Buenos Aires, lleva su nombre en homenaje.

## Obras
- Estado actual de la educación primaria en la República Argentina : sus causas, sus remedios. M. Biedma, 1882.
- Memoria histórica y descriptiva de la Provincia de Tucumán. M. Biedma, 1882.
- Fruto Vedado. Costumbres Argentinas. M. Biedma, 1884.
- A Buenos Ayres. Poésie dite par Coquelin au Politeama Argentino à l’occasion de sa dernière représentation, au bénéfice de la societé Damas de Misericordia, le 27 août 1888. Editor Félix Lojouane, 1888.
- Del Plata al Niágara. Pablo E. Coni é Hijos, 1897.
- Une enigme litteraire le Don Quichotte d Avellaneda. Alphonse Picard et fils, 1903.
- El viaje intelectual. Impresiones de naturaleza y arte. Primera serie. Librería General de Victoriano Suárez, 1904.
- La República Argentina en el centenario de su independencia. 1907.
- Santiago de Liniers. Conde de Buenos Aires 1753-1810. Arnoldo Moen y Hermano, 1907.
- Roque Sáenz Peña : candidato para presidente de la República. Imprenta de Coni Hermanos, 1909.
- Les Iles Malouines : nouvel exposé d’un vieux litige. Coni, 1910.
- M. Clemenceau et la République Argentine. Librairie H. Champion, 1911.
- Toponymie historique : des cotes de La Patagonie. Coni, 1913.
- Mendoza y Garay : las dos fundaciones de Buenos Aires. Jesús Menéndez, 1916.
- Estudios de historia Argentina. Jesús Menéndez, Librero Editor, 1918.
- Los que pasaban. Jesús Menéndez, 1919.